# António Marcos
António Marcos, de seu nome António Lodingue Matusse (Xiconela, Gaza, 10 de junho de 1951) é um músico moçambicano que se tornou famoso compondo e interpretando temas no género músical marrabenta, originário do sul do país.
Gravou o seu primeiro disco em 1970, e desde então criou ou foi membro de vários agrupamentos musicais com os quais registou alguns sucessos, cantando sempre na sua língua materna o xangana. A sua carreira avançou sobremaneira nos últimos anos com a sua participação no Projecto Mabulu, um grupo musical criado em 1999 juntando músicos de gerações e estilos diferentes, da marrabenta ao rap.
Desta experiência surgiu o tema de grande sucesso Maengane, que marcou o músico de tal maneira a se tornar quase o seu nome artístico. Antes de singrar no mundo da música, foi empregado doméstico no tempo colonial e pugilista, tendo chegado a campeão nacional da modalidade.